# 苻重
苻重（4世纪—380年），是十六国前秦宗室，是苻坚的堂兄，苻洛的哥哥。
苻重官至豫州刺史，封北海公。378年，苻重镇守洛阳，图谋反叛。苻坚命令长史吕光拘捕了苻重，用囚车送往长安。苻坚赦免了苻重，以公爵的身份回家。380年正月，苻坚又任命北海公苻重为镇北大将军，镇守蓟城（今北京市）。苻洛作乱，自称大将军、大都督、秦王，派出三万兵力协助北海公苻重戍守蓟城。北海公苻重率领蓟城的兵众与苻洛会合，驻扎在中山（今定州市），共有兵众十万。五月，窦冲擒获苻洛。北海公苻重逃回蓟城，吕光追击并斩杀了苻重。